# Vasile Balan
Vasile Balan (n. 1950 – d. iunie 2012) a fost un deputat moldovean în Parlamentul Republicii Moldova, ales în Legislatura 2005-2009 pe listele partidului Blocul electoral Moldova Democrată.